# Louis Demaison
Pour les articles homonymes, voir Demaison.
Louis Demaison, né le 5 novembre 1852 à Reims et mort le 5 mai 1937 à Paris, est un historien, archéologue et archiviste français.

## Biographie
Louis Demaison est le petit-fils de Louis Joseph Demaison-Henriot (1796-1856), négociant, qui fut maire de Reims en 1837 et 1838, et de Sophie Henriot qu'il épousa en 1821.
Il commence ses études par le droit et après l'obtention de sa licence, il suit à l'École pratique des hautes études les cours de Gabriel Monod, de Gaston Paris et de Arsène Darmesteter. Diplômé de l'École des chartes en 1876, il mène en parallèle une carrière administrative comme archiviste de la ville de Reims de 1876 à 1913, et une carrière de chercheur avec de très nombreuses publications seul ou avec d'autres et notamment Henri Jadart et Charles Féodor Givelet. Élève de Lefèvre-Pontalis, il est aussi un remarquable historien de l'art et de l'architecture.
Il épouse à Paris en 1885 Marie Poultier (1862-1948), fille d'Hippolyte Poultier, vice-président du tribunal de la Seine puis conseiller à la Cour d'appel de Paris.
Il est membre de nombreuses sociétés savantes et académies tant nationales que locales et notamment de l'Académie des inscriptions et belles-lettres et de la société française d'archéologie dont il deviendra inspecteur en 1903. Il est nommé, à sa fondation par le ministère de l'instruction publique en 1879, membre de la Commission archéologique chargée de veiller à la conservation en France des "monuments de l'art et de l'histoire" avec Henri Jadart et Charles Givelet. Il est président de l'Académie nationale de Reims de 1914 à 1919. Il est également membre du Comité des travaux historiques et scientifiques et membre de la Société des antiquaires de France.

## Publications (liste partielle)
- Louis Demaison, La cathédrale de Reims, Ed. Henri Laurens, Paris, divers éditions
- Louis Demaison, Des privilèges sur les immeubles, Pourcelle-Florez, Paris, 1873
- Louis Demaison, Aymeri de Narbonne : chanson de geste publiée d’après les ms. de Londres et de Paris, Paris : Firmin-Didot, 1887, 2 vol.
- Charles Givelet, collab. de Henri Jadart et Louis Demaison. – Exposition rétrospective de Reims. Catalogue du Musée lapidaire rémois, établi dans la chapelle basse de l’archevêché (1865- 1895). Reims : Académie nationale de Reims, 1895.
- Louis Demaison, Lieu du baptême de Clovis, E. Colin, Lagny, 1901
- Louis Demaison, Catalogue général des manuscrits des bibliothèques publiques de France. Reims, Paris, Plon, 1909. T. XXXIX bis
- Louis Demaison en collaboration avec Henri Jadart et Charles Givelet, Département de la Marne. Répertoire archéologique de l’arrondissement de Reims, Louis Michaud, Reims, Académie de Reims, 1911. Entre 1885 et 1900, publication de ce titre en 4 vol. Collab. d’Henri Jadart et Charles Givelet.
- Louis Demaison, L’Art de la Champagne, région de Reims, L. de Boccard, Paris, 1916.
- Louis Demaison, Les Incendies de Reims au Moyen Âge, Matot-Braine, Reims, 1924
- Louis Demaison, Reims à la fin du XIIe siècle d’après la vie de saint Albert, évêque de Liège, Monce, Reims, 1925

### Articles (liste partielle)
- « Maisons du XIIIe et XIVe siècle, rue du Tambour, à Reims ». In : Monuments historiques de la ville de Reims par Eugène Leblan, Reims, 1883.
- « Les Portes antiques de Reims et la captivité d’Ogier le Danois ». Travaux de l’Académie de Reims, vol. 71, 1881, p. 433-458.
- « La Mosaïque de Nennig ». Travaux de l’Académie de Reims, vol. 71, 1881-1882, p. 279-287
- « Documents inédits sur une assemblée d’État convoquée à Amiens en 1424 ». Travaux de l’Académie nationale de Reims, vol. 73, 1882-1883, p. 100-115.
- « Les Architectes de la cathédrale de Reims » in Bulletin archéologique du Comité des travaux historiques et scientifiques, 1894, p. 3-40.
- « Les Chevets des églises Notre-Dame de Châlons et Saint-Remi de Reims » in Bulletin archéologique du Comité des travaux historiques et scientifiques, 1899, p. 84-107.
- « Les Inscriptions commémoratives de la construction d’églises dans la région rémoise et ardennaise », Bulletin monumental, vol. 63, 1898, p. 189-219.
- « Le Plan d’une monographie d’église et le vocabulaire archéologique », Bulletin monumental, vol. 71, 1907, p. 351-360.
- « Monuments religieux : cathédrale ». Congrès archéologique de France, Reims, 1911, 1912, t. I, p. 19-50.
- « Palais archiépiscopal ». Congrès archéologique de France, Reims, 1911, 1912, t. I, p. 50-53.
- « Cloître ». Congrès archéologique de France, Reims, 1911, 1912, t. I, p. 53-54.
- « Châlons, Monuments religieux, cathédrale Saint-Étienne ». Congrès archéologique de France, Reims, 1911, 1912, t. I, p. 447-473.
- « Châlons, église Saint-Alpin ». Congrès archéologique de France, Reims, 1911, 1912, t. I, p. 496-502.
- « Châlons, église Saint-Jacques ». Congrès archéologique de France, Reims, 1911, 1912, t. I, p. 502-508.
- « Châlons, église Saint-Loup ». Congrès archéologique de France, Reims, 1911, 1912, t. I, p. 508-512.

## Distinctions

### Décoration
- Chevalier de la Légion d'honneur (1932)[2].

### Récompenses
- 1888 - Prix La Grange de l'Académie des inscriptions et belles-lettres
- 1912 - Première médaille du concours des antiquités de la France - Académie des inscriptions et belles-lettres
- 1902 et 1911 - Grandes médailles de vermeil de la Société française d'archéologie

### Hommage
- La Place Louis-Demaison à Reims.

### Sources
- Éloge funèbre de M. Louis Demaison, correspondant de l'Académie des Inscriptions et des Belles-lettres.
- Académie nationale de Reims, dossier Louis Demaison.